# 延崇高速公路
延崇高速公路，即  京礼高速延庆至崇礼段，是北京市及河北省张家口市境内的一条高速公路，南起北京市延庆区兴延高速营城子立交北侧，北至河北省张家口市崇礼区棋盘梁村北，全长81.691千米；设连接线（一级公路）两条：太子城互通连接线1.18公里（延崇高速棋盘梁村东－太子城村南冬奥村），赤城南互通连接线10.575公里（延崇高速赤城上虎村南－赤城雕鹗村连接京北一级公路）；设延伸线17.073公里，起自延崇高速棋盘梁村北，止于张承高速白旗枢纽；设赤城支线一条15.147公里（延崇高速赤城韩庄村枢纽－赤城城区  239国道与  112国道交叉处附近）。
延崇高速公路及其支线、连接线、延伸线均为双向四车道，延庆区平原部分路段预留双向六车道，河北段主线设计速度100公里/小时，北京段主线、赤城支线、延伸线为80公里/小时，连接线为60公里/小时。
这条高速公路是2019年中国北京世界园艺博览会的保障项目和2022年在北京市区、延庆区及张家口市召开的冬季奥林匹克运动会的配套项目，也是是京津冀一体化西北高速通道之一。该高速北京平原段（营城子－G110）2019年1月1日12时通车，河北怀来北－太子城段2019年12月31日通车，北京辛家堡－怀来北段2020年1月23日通车，延伸线于2021年8月31日通车。
根据《京津冀跨省市省级高速公路命名和编号规则》的要求，原兴延高速以及延崇高速共同组成“北京至崇礼高速公路”，简称“京礼高速”。

## 重点工程

### 西大庄科隧道
原名“松山隧道”，位于北京市延庆区与河北省怀来县境内，是延崇高速全线控制性工程，设计为双向四车道，设计速度80公里/小时，左线长9203米，右线长9174米，由北京市和河北省共建，由中交一公局五公司承建北京段，中交一公局桥隧公司承建河北段。于2019年11月30日左线贯通，12月30日右线贯通。

### 杏林堡隧道
位于河北省张家口市赤城县与怀来县交界，为延崇高速公路的控制性工程之一，左幅全长5012米、右幅全长4998米。最大埋深480米，总投资5.68亿元人民币。由中铁二十三局集团二公司与贵州桥梁建设集团共同承建，其中，中铁二十三局承建出口段左幅3492米，右幅3478米，斜井长1041.521米。2017年8月20日开始斜井进洞施工，2018年6月斜井进入主洞施工，2019年4月8日右幅出口至斜井贯通，7月6日左幅出口至斜井贯通，9月13日左幅全线贯通，9月底右幅全线贯通。

### 金家庄隧道
由于该高速在赤城县金家庄隧道进口至崇礼区棋盘梁隧道出口大约7公里的长度内需要克服250米左右的高差，为降低纵坡保证车辆安全行驶，这一段工程被设计为由1个半径为860米的螺旋线的隧道，1个普通的直隧道以及二者间设置的大桥组成。其中，金家庄特长螺旋隧道为全线控制性工程，位于赤城县炮梁乡金家庄村西北方向，长约4.2公里。于2017年8月开工建设，由四川路桥建设集团承建。2018年4月20日，经世界纪录认证（WRCA）英国总部认证官现场认证、授牌，金家庄特长螺旋隧道被认证为在建世界最长高速公路螺旋隧道。于2019年8月13日右线贯通。

### 棋盘梁隧道
为特长分离式隧道，是全线控制性工程之一，左幅全长5874米，右幅全长5898米。其中，中交二航局承建ZT12标段，左幅3984米、右幅3986米，斜井长1010.424米，于2017年8月8日正式开工；浙江交工集团承建ZT11标段，左幅1891.428米，右幅1899.156米。2019年9月6日全线贯通，

### 翠云山隧道
原名“东梁底隧道”。起点位于崇礼县棋盘梁村北，终点位于崇礼县窄面沟村东南，为分离式隧道。左幅长8402米，右幅长8438米，是河北省最长的高速公路隧道。分段设置两个施工斜井，在隧道中段山顶部设置了422.5米深、内径7米的通风竖井，是中国公路隧道最深竖井，以及河北省直径最大竖井。由四川路桥建设集团（Y1标）和中铁隧道局集团（Y2标）共同承建。

## 沿线设施列表
| 地区                                                                                         | 里程         | 类型                                       | 名称                | 连接                        | 说明                                                 |
| -------------------------------------------------------------------------------------------- | ------------ | ------------------------------------------ | ------------------- | --------------------------- | ---------------------------------------------------- |
| 北京市 延庆区                                                                                | 0.00         | 枢纽                                       | 营城子立交          | 京藏高速 兴延高速           | 起点                                                 |
| 北京市 延庆区                                                                                | 0.93         | (43)                                       | 大浮坨              | 妫川路                      |                                                      |
| 北京市 延庆区                                                                                | 4.16         | (46A)                                      | 东红寺              | 延康路                      | 仅北京方向入、崇礼方向出                             |
| 北京市 延庆区                                                                                |              | (46B)                                      | 小丰营              | 付小路、小大路              | 仅崇礼方向出                                         |
| 北京市 延庆区                                                                                |              | 隧道                                       | 妫水河隧道          | 妫水河隧道                  |                                                      |
| 北京市 延庆区                                                                                |              | (54)                                       | 付余屯              | 团结路、付小路、祁付路      |                                                      |
| 北京市 延庆区                                                                                | 12.60        | 出入口 · 停车场 · 加油设施 · 修车站 · 餐厅 | 阪泉服务区          | 付小路                      |                                                      |
| 北京市 延庆区                                                                                |              | (57)                                       |                     | 京新高速                    | 仅南向西及西向南匝道                                 |
| 北京市 延庆区                                                                                |              | (57)                                       | 辛家堡              | 110国道                     | 北京平原段终点                                       |
| 北京市 延庆区                                                                                |              | 隧道                                       | 西羊坊隧道          | 西羊坊隧道                  |                                                      |
| 北京市 延庆区                                                                                |              | 隧道                                       | 小河屯隧道          | 小河屯隧道                  |                                                      |
| 北京市 延庆区                                                                                |              | 隧道                                       | 张山营隧道          | 张山营隧道                  |                                                      |
| 北京市 延庆区                                                                                |              | 隧道                                       | 松山隧道            | 松山隧道                    |                                                      |
| 北京市 延庆区                                                                                |              | 出入口                                     | 海陀                | 松阎路                      | 去往北京冬奥会延庆赛区                               |
| 省界                                                                                         |              | 隧道                                       | 西大庄科隧道        | 西大庄科隧道                |                                                      |
| 河北省 张家口市 怀来县                                                                       |              | 隧道                                       | 龙泉口隧道          | 龙泉口隧道                  |                                                      |
| 河北省 张家口市 怀来县                                                                       |              | 停车场 · 飲料小吃                          | 怀来综合检查站      | 怀来综合检查站              |                                                      |
| 河北省 张家口市 怀来县                                                                       | 26.03        | 出入口                                     | 怀来北              | 239国道                     |                                                      |
| 县界                                                                                         |              | 隧道                                       | 杏林堡隧道          | 杏林堡隧道                  |                                                      |
| 河北省 张家口市 赤城县                                                                       |              | 隧道                                       | 头炮隧道            | 头炮隧道                    |                                                      |
| 河北省 张家口市 赤城县                                                                       |              | 隧道                                       | 郭家窑隧道          | 郭家窑隧道                  |                                                      |
| 河北省 张家口市 赤城县                                                                       |              | 隧道                                       | 冯家沟隧道          | 冯家沟隧道                  |                                                      |
| 河北省 张家口市 赤城县                                                                       | 45.80        | 出入口                                     | 大海陀              | 239国道                     |                                                      |
| 河北省 张家口市 赤城县                                                                       | 47.50        | 停车场 · 加油设施 · 修车站 · 餐厅          | 大海陀服务区        | 大海陀服务区                |                                                      |
| 河北省 张家口市 赤城县                                                                       | 52.90        | 出入口                                     | 赤城南              | 353省道                     |                                                      |
| 河北省 张家口市 赤城县                                                                       | 64.90        | 枢纽                                       | 韩庄枢纽            | 赤城支线                    |                                                      |
| 河北省 张家口市 赤城县                                                                       | 72.60        | 停车场 · 加油设施 · 修车站 · 餐厅          | 赤城服务区          | 赤城服务区                  |                                                      |
| 河北省 张家口市 赤城县                                                                       |              | 停车场 · 飲料小吃                          | 停车区              | 停车区                      |                                                      |
| 河北省 张家口市 赤城县                                                                       |              | 隧道                                       | 金家庄隧道          | 金家庄隧道                  |                                                      |
| 县界                                                                                         |              | 隧道                                       | 棋盘梁隧道          | 棋盘梁隧道                  |                                                      |
| 河北省 张家口市 崇礼区                                                                       | 93.62        | 出入口 · 停车场 · 加油设施 · 修车站 · 餐厅 | 太子城 太子城服务区 | 241省道                     | 主线终点 去往北京冬奥会崇礼赛区 服务区位于非付费路段 |
| 河北省 张家口市 崇礼区                                                                       | 以下为延伸线 |                                            |                     |                             |                                                      |
| 河北省 张家口市 崇礼区                                                                       |              | 隧道                                       | 翠云山隧道          | 翠云山隧道                  |                                                      |
| 河北省 张家口市 崇礼区                                                                       |              | 隧道                                       | 长城岭隧道          | 长城岭隧道                  |                                                      |
| 河北省 张家口市 崇礼区                                                                       | 111.36       | 枢纽                                       | 白旗枢纽            | 张承高速 京尚高速（崇尚段） |                                                      |
| 以下为赤城支线                                                                               |              |                                            |                     |                             |                                                      |
| 河北省 赤城县                                                                                | 0.00         | 枢纽                                       | 韩庄枢纽            | 延崇高速                    |                                                      |
| 河北省 赤城县                                                                                |              | 隧道                                       | 大岭堡隧道          | 大岭堡隧道                  |                                                      |
| 河北省 赤城县                                                                                | 20.30        | 出入口                                     | 汤泉                | 112国道                     |                                                      |
| 河北省 赤城县                                                                                |              | 主线出入口 · 主线收费站                    | 赤城                | 239国道                     |                                                      |
| 1.000 英里 = 1.609 千米；1.000 千米 = 0.621 英里 并行路段 • 已关闭／取消 • 限制进入 • 未开放 |              |                                            |                     |                             |                                                      |